# Кали Свитс
Кали Свитс (енгл. Cali Sweets; 9. новембар 1988) америчка је порнографска глумица. Рођена је у граду Лас Вегас (Невада). Дебитовала је као глумица у индустрији порнографије 2012. године.

## Филмографија
- 2013 - Booty Talk 96
- 2013 - Deep Throat This 61
- 2013 - Pretty Young Things
- 2013 - Couples Seeking Teens 12
- 2013 - The Black Book
- 2012 - The Black Pack